# Onze-Lieve-Vrouw-ten-Hemel-Opgenomenkerk (Bouwel)

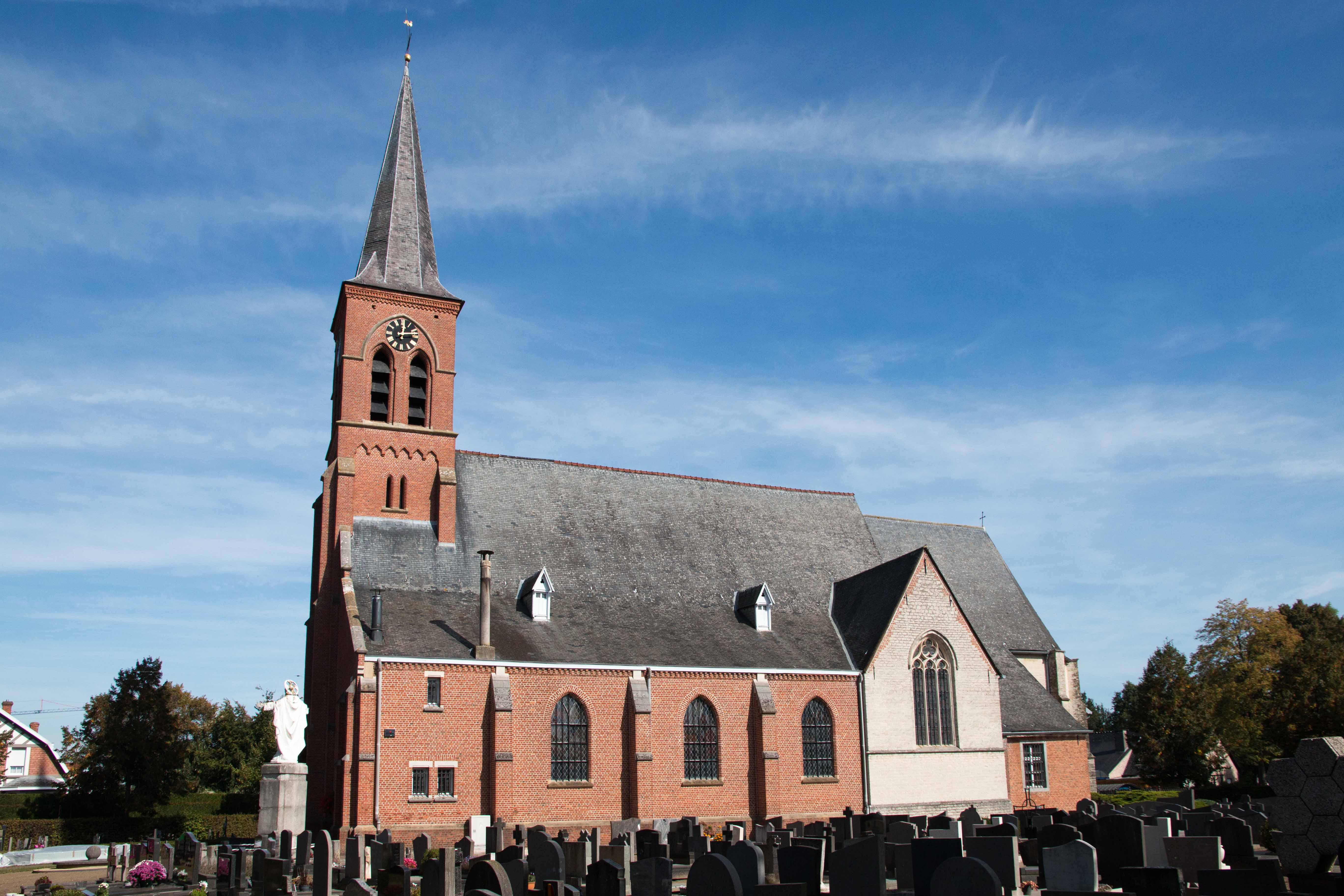
Onze-Lieve-Vrouw-ten-Hemel-Opgenomenkerk

De Onze-Lieve-Vrouw-ten-Hemel-Opgenomenkerk is de parochiekerk van de tot de Antwerpse gemeente Grobbendonk behorende plaats Bouwel, gelegen aan Dorp 60.

## Geschiedenis
Pas in 1294 was sprake van een kerk in Bouwel. Deze was vermoedelijk van hout. Omstreeks 1400 werd een eenvoudige gotische kapel gebouwd waarvan het koor en het zuidelijk transept nog bewaard bleven. Het noordelijk transept en het schip zijn 16e-eeuws. Dit schip werd in 1868 verlengd naar ontwerp van Johan Van Gastel. Tussen 1925 en 1930 werden zijbeuken aangebouwd naar ontwerp van Eugène Deltiëns.
Tijdens de Tweede Wereldoorlog liep de kerk aanzienlijke schade op.

## Gebouw
Het betreft een georiënteerde bakstenen kruiskerk met ingebouwde westtoren. Enkel het -driezijdig afgesloten- koor en de zuidelijke transeptarm werden opgetrokken in Balegemse steen. De westtoren is neogotisch. Hij heeft vier geledingen en een ingesnoerde naaldspits.

## Interieur
De kerk bezit een aantal 17e-eeuwse schilderijen, waaronder een Marteling van Sint-Sebastiaan door Adriaen de Bie. Er is een 16e-eeuws beeld in gepolychromeerd hout van Sint-Ambrosius.
Het hoofdaltaar in barokstijl is van 1769 en heeft een gepolychromeerde beeldengroep die de Tenhemelopneming van Maria verbeeldt. Het zuidelijk zijaltaar, gewijd aan Sint-Sebastiaan, is van 1670, evenals het noordelijk zijaltaar dat aan Sint-Donatus is gewijd. Het koorgestoelte is van omstreeks 1800, de communiebank van einde 18e eeuw, de preekstoel van 1687 en het arduinen doopvont is 17e-eeuws.